# Hitokiri
Hitokiri (人斬) é um termo japonês que significa o ato ou a pessoa que "corta" (assassina) com uma espada. Na era Bakumatsu, um grupo de quatro samurais contrários ao xogunato ficou conhecido como Bakumatsu Yondai Hitogiri, algo como  "os Quatro Grande Assassinos do Bakumatsu". 

Estes eram: 
- Kawakami Gensai de Kumamoto
- Kirino Toshiaki de Satsuma
- Tanaka Shinbe de Satsuma
- Izo Okada de  Kyoto